# Jüdischer Friedhof (Oestrich)

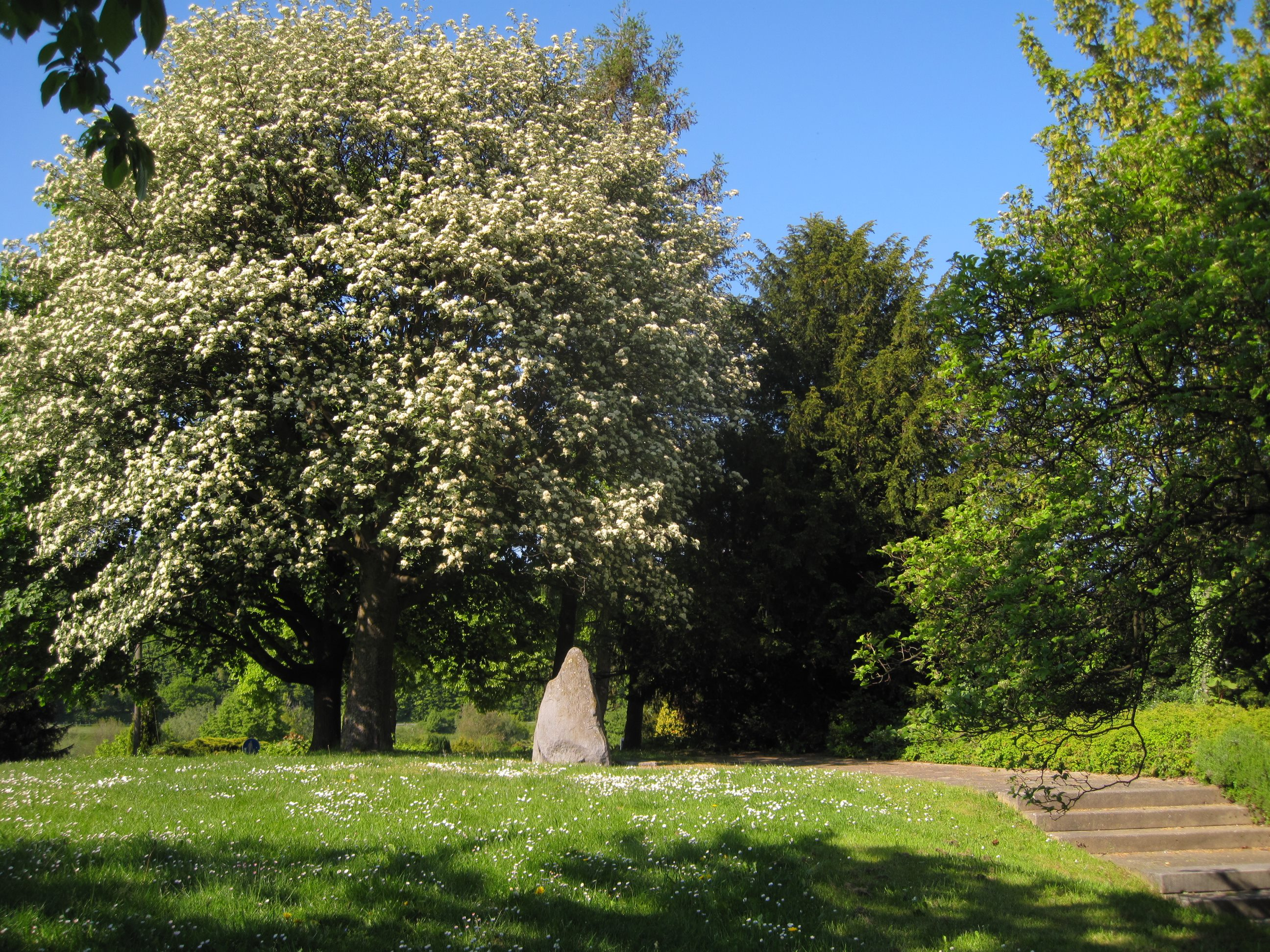
Jüdischer Friedhof Oestrich

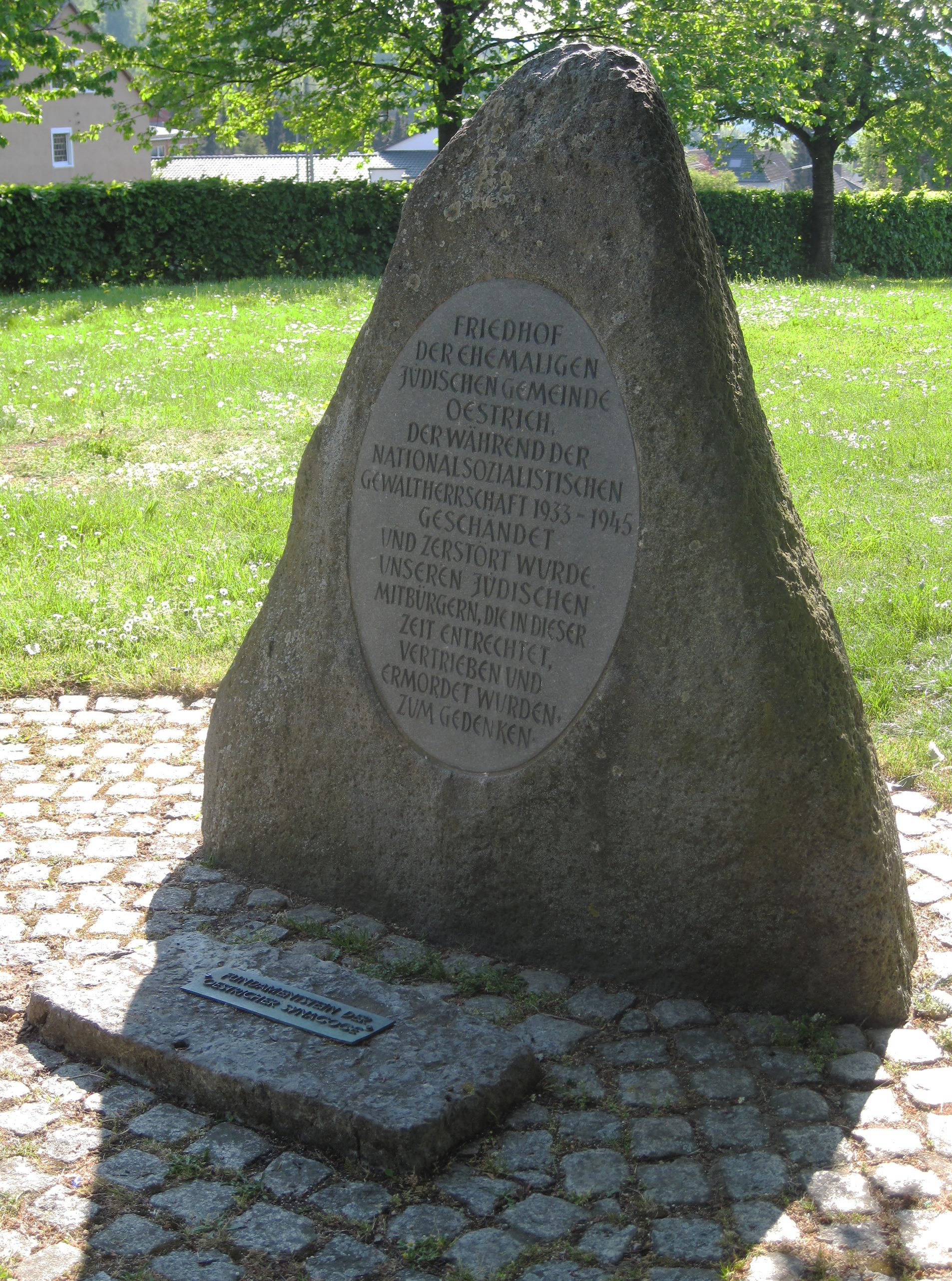
Gedenkstein

Der Jüdische Friedhof Oestrich befindet sich in Oestrich, einem Ortsteil der Stadt Iserlohn. Er liegt an der Kampstraße, neben dem evangelischen Friedhof.
Wann dieser 200 m² große Friedhof eröffnet wurde, ist unbekannt. Für den 9. September 1835 lassen sich die Bestattungen der Brüder Simion und Michael Moses nachweisen. Die letzte Bestattung fand im Jahre 1914 statt. 
Von 1835 bis 1856 fanden 24 Juden aus den heutigen Stadtteilen Letmathe und Oestrich dort ihre letzte Ruhestätte. Eine konsequente Bestattung von Letmather Juden fand auf diesem Friedhof allerdings nicht statt. Neben Oestrich benutzte man die beiden Friedhöfe in Hohenlimburg.
Im Jahre 1961 wurde ein Gedenkstein errichtet. Davor ist ein Fundamentstein der alten Oestricher Synagoge in den Boden eingelassen. Die Grabsteine (Mazewot) wurden entfernt. Die ursprüngliche Größe des Begräbnisplatzes ist durch Wegplatten markiert.